# Лялечка (фільм, 1988)
«Лялечка» (рос. «Куколка») — радянський художній фільм 1988 року режисера Ісаака Фрідберга за оповіданням Ігора Агєєва «Неспортивна історія». Не рекомендується перегляд дітям до 13 років. Прем'єра стрічки відбулася у вересні 1989 року.

## Сюжет
Таня Серебрякова у свої 16 років вже встигла стати чемпіонкою світу зі спортивної гімнастики, але на черговому змаганні вона отримала серйозну травму хребта, що змусило її покинути великий спорт. Після цих подій їй доводиться стати звичайним старшокласником у провінційній школі.
Така зміна в житті знаменитості розкрила багато що. Вона абсолютно не пристосована до життя поза спортом, проте, Тетяна змогла завоювати авторитет в класі й потоваришувати з місцевими двієшниками. У неї є рідкісні для радянської людини відеомагнітофон і плеєр, а також знання про закордонне життя та світову моду.
Ще одна її проблема — кохання до однокласника Панова, зовні вельми позитивної молодої людини, але таємно закоханому в молоду класну керівницю Олену Михайлівну. Ця вчителька має вельми ліберальні погляди, прагнучи «крокувати в ногу з Перебудовою, хоча віяння нового часу ще не докотилися до провінції.
Олена Михайлівна намагається всіляко зблизитись з класом, і їй це практично вдається, поки не з'явилася Таня. Класна запрошує учнів на свій день народження, але Тетяна запрошує однокласників до себе, де включає зарубіжні фільми жахів й еротичні фільми. Хлопці захопилися переглядом і не захотіли йти святкувати день народження вчительки.
Панов же не пішов у гості до Тані, в цей час він розвантажував вагони. На зароблені гроші він купив квіти вчительці. Тетяна з декількома класними хуліганами, залишивши решту хлопців дивитися фільми, все-таки пішли до будинку Олени Михайлівни, де зустріли Панова. Розгорівся конфлікт, що трохи не дійшов до бійки. Проте, Панов зумів вирватися й піти до вчительки, де освічився їй у коханні. Таня і друзі залишилися біля будинку та бачили, як в квартирі Олени через деякий час згасло світло. Вони здогадалися, що учень і вчителька вступили у сексуальні відносини.
На ранок учні відчували себе винними перед вчителькою, а озлоблена невдалим коханням Таня не звертала на все уваги і на зло слухала плеєр. Олена Михайлівна відібрала його та поклала до себе в стіл. Проте на перерві Таня залізла туди і поламала плеєр, а потім, незважаючи на травму, пішла в спортзал. Поки вчителька розбиралася з класом, хто зіпсував пристрій, Таня впала з висоти, ще більше травмувавшись. Її з школи відвезла «швидка допомога», а Панов кинувся услід за машиною, але надто пізно.

## У ролях
- Світлана Засипкіна[1] — Таня
- Володимир Меньшов — Вадим Миколайович, тренер з гімнастики
- Ірина Метлицька — Олена Михайлівна, класна керівничка
- Дмитро Зубрєв — Олексій Панов
- Олексій Попович — Шура Пятнов
- Ігор Букатко — Федко Халіков
- Наталя Назарова — мати Тані
- Галина Стаханова[ru] — Валентина Миколаївна, завучка
- Михайло Усачов — Георгій Матвійович, директор школи
- Ервант Арзуманян[ru] — лікар
- Світлана Шершньова — Надія Семенівна, вчителька хімії
- Любов Калюжна — бабуся юної гімнастки (немає у титрах)

## Цікаві факти
- Суспільний резонанс від фільму був один з найсильніших у 1980-х, поступаючись тільки «Маленькій Вері».
- Єдина роль Світлани Засипкіної у великому кіно